# Мозг: Ваша личная история
Мозг: Ваша личная история (англ. The Brain: The Story of You) — научно-популярная книга Дэвида Иглмена, изданная в 2015 году на английском языке в издательстве Pantheon Books, посвящена вопросам функционирования человеческого мозга. На русский язык была переведена Юрием Гольдбергом и издана в 2016 году.

## Содержание
Книга представляет собой увлекательный учебник и вместе с тем научно точную и подробную популярную книгу по психологии. Книга рассчитана на круг читателей которые хотят самостоятельно изучить когнитивную нейронауку и психологию. Дэвид Иглман, нейробиолог и профессор Стэнфордского университета, обрамляет каждую главу книги риторическими экзистенциальными вопросами, такими как «Кто я?» и «Кем мы будем?».
В книге Иглман рассматривает, как развивается человеческий мозг, как развиваются человеческие органы чувств и способность людьми воспринимать мир, как внешние факторы влияют на действия и принятие решений, почему люди социальные существа, и как технологии связанные с функционированием мозга могут дополнить и продлить человеческую жизнь.
Согласно взглядам автора, человеческий мозг претерпевает значительное развитие на протяжении всей жизни человека, особенно с момента рождения до подросткового возраста. После рождения мозг человека должен пройти наиболее масштабное развитие, чем мозг почти любого другого биологического вида. Мозг человека в значительной степени формируется под влиянием условий, в которых он развивается. Для оптимального развития ему необходимы все виды стимуляции и социальной поддержки. Люди очень социальные существа, выстраивающие социальные отношения даже с неодушевленными предметами, особенно в младенчестве.
Человек во многом зависим от своего мозга, являющегося невероятно энергозатратным органом. Например, несмотря на то что, люди говорят, что они видят глазами, а обоняют носом, на самом деле они воспринимают мир через интерпретацию мозгом информации, полученной через другие органы. Эта интерпретация означает, что человек не обязательно воспринимает объективную относительность. Скорее, он воспринимает то, что ожидает ощутить. Иглман объясняет, как мозг помогает человеку испытывать каждое из чувств. Даже такие, казалось бы, простые и обыденные задачи, как ходьба или потребление жидкости, требуют значительной координации между органами чувств, которую организует мозг.
Иглман исследует, как человек принимает решения и как действует. Он утверждает, что на действия оказывают влияние многочисленные бессознательные факторы. Хотя мозг заставляет верить, что человек сознательно делает выбор, данные из многих источников свидетельствуют о том, что часто выбор делается бессознательно. Физиологические сигналы также могут влиять на действия и направлять процесс принятия решений. Системы головного мозга конкурируют за возможность руководить действиями и решениями. Это было продемонстрировано на примере пациентов, у которых два полушария мозга были отрезаны друг от друга. У таких людей было замечено, что одно полушарие побуждает человека совершить действие, противоречащее тому, которое хочет совершить другое полушарие. Глубоко обеспокоенный злыми действиями людей против других людей, Иглман рассматривает работы о том, как на микро- и макроуровнях люди принимают решение плохо обращаться с другими.
Мозг движим как стремлением к вознаграждению, так и планированием будущего. Люди часто заключают договор между своим нынешним «я» и своим будущим «я», чтобы помочь противостоять нынешним соблазнам и повысить вероятность выполнения адаптивного поведения в будущем. Например, когда кто-то пытается бросить курить, он может дать другу крупный чек, выписанный на организацию, которую он презирает, и сказать другу, чтобы тот отправил чек по почте, если он снова закурит. Также в книге Иглман рассказал о своей работе, в которой он пытался использовать нейрообратную связь (то есть предоставление людям информации об относительной активности той части мозга, которая вовлечена в поиск вознаграждения, по сравнению с той, которая вовлечена в размышления о более отдалённом будущем), чтобы помочь людям с наркотической зависимостью регулировать свою тягу, тем самым сопротивляясь текущему вознаграждению, чтобы жить более здоровой жизнью в будущем.
В заключение Иглман рассказывает о том, как люди могут использовать технологии для улучшения состояния своего мозга и продления жизни. Хотя это может быть не очевидно для многих людей, человечество уже начало использовать такие технологии. Например, кохлеарные имплантаты, которые дают глухим людям возможность слышать, — это способ, с помощью которого показано, что наш мозг человека и технология могут работать вместе.